# Aue (Hückeswagen)
Aue (Ausspracheⓘ), im 19. Jahrhundert Brüningsau, ist eine Ortslage in Hückeswagen im Oberbergischen Kreis im Regierungsbezirk Köln in Nordrhein-Westfalen (Deutschland).

## Lage und Beschreibung
Aue liegt nahe dem Hückeswagener Hauptort an der Wupper nördlich des Zentrums an einer Verbindungsstraße der Kreisstraßen K11 und K12. Weitere Nachbarorte sind Fuhr, Brücke, Kleinberghausen und Schmitzberg. Die Trasse der stillgelegten Bahnstrecke zwischen Remscheid-Bergisch Born und Marienheide (Kursbuchstrecke KBS 412) trennt den Ort von der Wupper.
Aue entwickelte sich von einer Hofschaft zu einem Wohngebiet. Ein sehenswertes Fabrikgebäude repräsentiert den industriegeschichtlichen Aspekt der Ortschaft.

## Geschichte
Im 18. Jahrhundert gehörte der Ort zum  bergischen Amt Bornefeld-Hückeswagen. 1815/16 lebten 34 Einwohner im Ort. 1832 gehörte Aue unter dem Namen Brüningsau der Berghauser Honschaft an, die ein Teil der Hückeswagener Außenbürgerschaft innerhalb der Bürgermeisterei Hückeswagen war. Der laut der Statistik und Topographie des Regierungsbezirks Düsseldorf als Kaufmannshaus kategorisierte Ort besaß zu dieser Zeit zwei Wohnhäuser, eine Fabrik bzw. Mühle und zwei landwirtschaftliche Gebäude. Zu dieser Zeit lebten 38 Einwohner im Ort, zwei katholischen und 36 evangelischen Glaubens.
Im Gemeindelexikon für die Provinz Rheinland werden für 1885 drei Wohnhäuser mit 58 Einwohnern angegeben. Der Ort gehörte zu dieser Zeit zur Landgemeinde Neuhückeswagen innerhalb des Kreises Lennep. 1895 besitzt der Ort drei Wohnhäuser mit 59 Einwohnern, 1905 vier Wohnhäuser und 45 Einwohner.

## Wander- und Radwege
Folgende Wanderwege führen durch den Ort:
- Der Bezirkswanderweg ◇6 (Wupperweg) des SGV-Bezirks Bergisches Land
- Die Straße der Arbeit des SGV-Bezirks Bergisches Land
- Der Ortswanderweg △ von Elberhausen zum Goldenbergshammer
- Der Ortswanderweg ▲ vom Radevormwalder Zentrum nach Purd
- Der Ortswanderweg ━ von Purd zur Wiebach-Vorsperre
- Der Ortswanderweg □ von der Wermelskirchener Knochenmühle zur Bevertalsperre
- Der Ortsrundwanderweg A4 zwischen dem Stadtzentrum und der Bevertalsperre

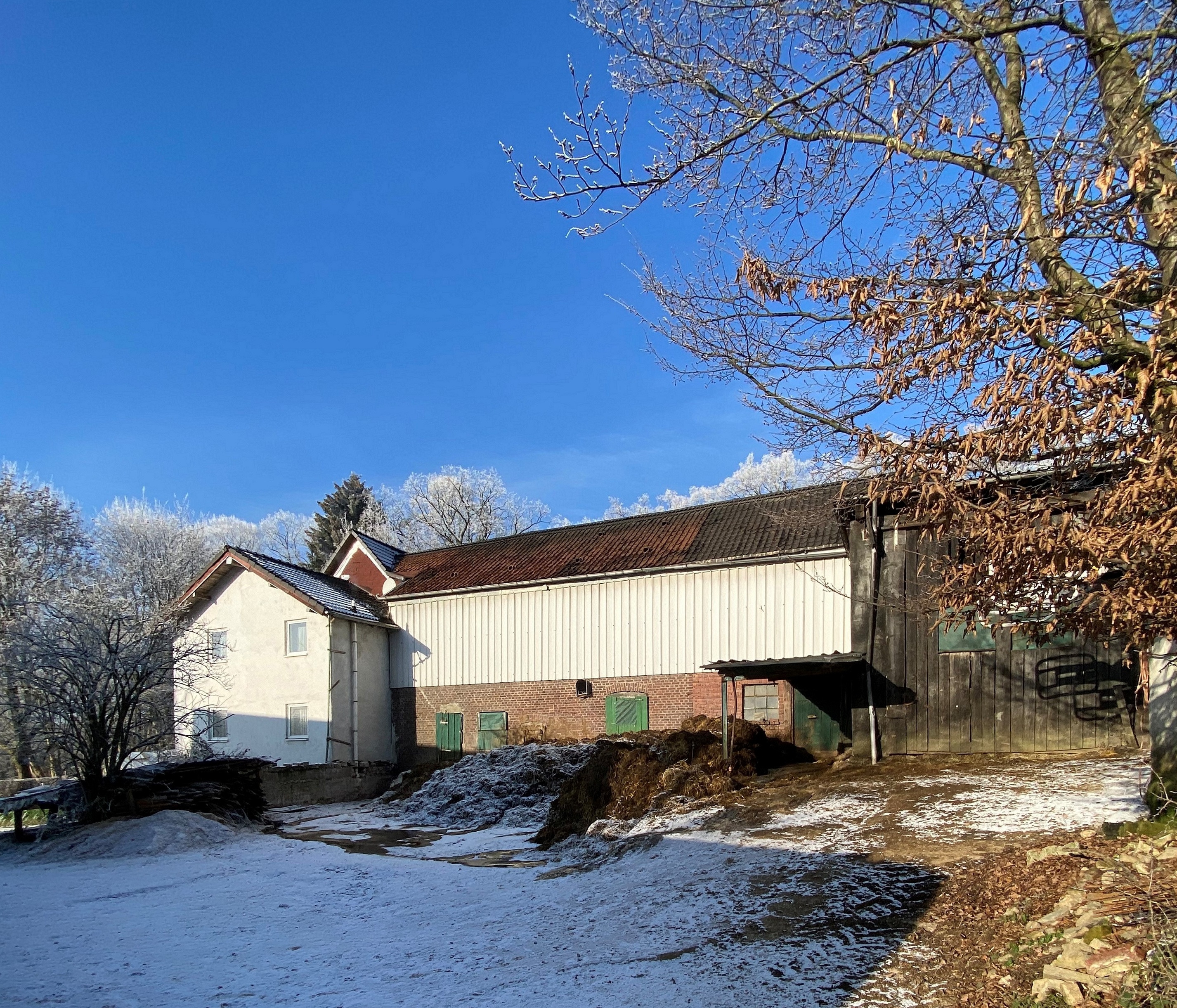
Landwirtschaftlicher Betrieb in Aue
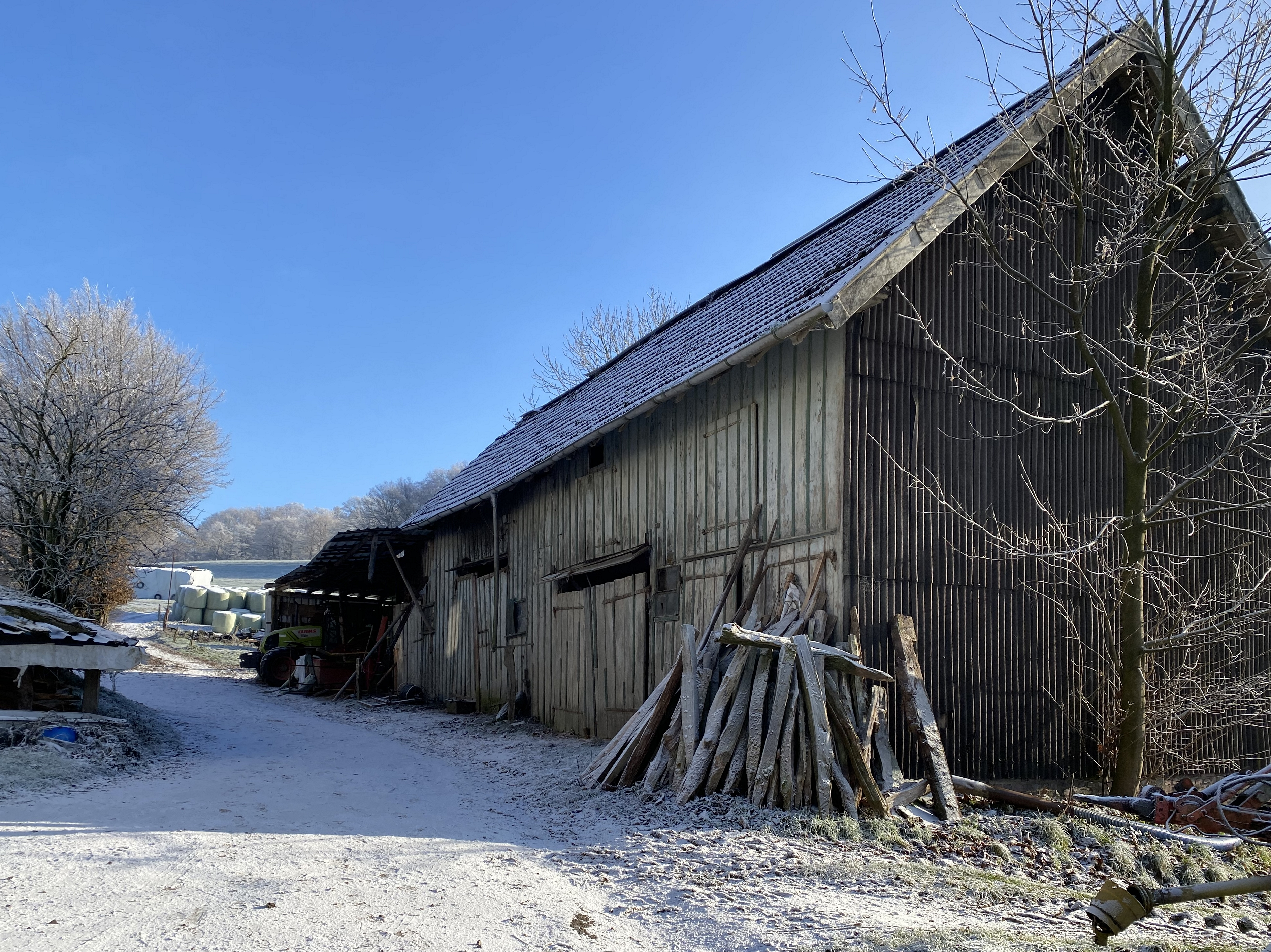
Alte Holzscheune in Aue